# Falling Sky
Falling Sky es una película de 1998 protagonizada por Brittany Murphy.

## Trama
Murphy interpreta el papel de Emily. Su madre alcohólica, Resse, le dice que la enfermedad viene de familia, y ella está en riesgo de tenerla también. Después de que Resse se suicida en la bañera, ella deja una cinta que dice "Lo siento Emily, pero estoy tan cansada." Devastada, Emily comienza a beber, y la profecía se hace realidad.
Sin embargo, después de ver lo que el alcohol ha hecho en su vida, Emily conduce al lago y trata de ahogarse. En el último minuto, ella jadea por aire y dice, "Mi madre eligió morir. No había nada que pudiera hacer para aliviar su dolor. Excepto, quizás la vida."